# Cakewalk (dans)

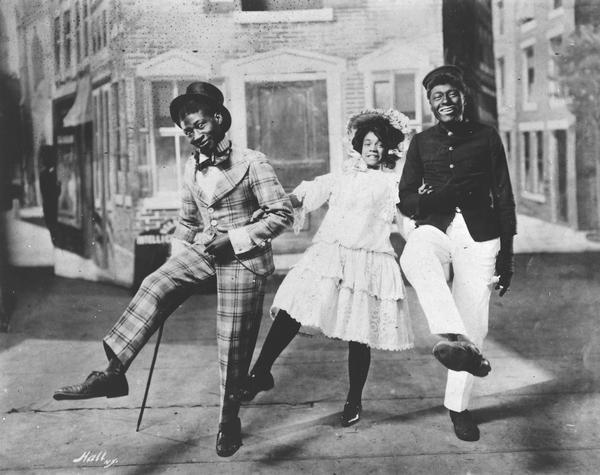

10 second clip of five African-American dancers performing a cakewalk, 1903.

De cakewalk is een dans die oorspronkelijk door donkere Amerikaanse slaven werd gedanst. De dans is van oorsprong een satirische imitatie van de formele Europese dansen en wordt gekenmerkt door de overdreven bewegingen van de dansers. De dans ontleent zijn naam (cake-loopje) aan het feit dat bij het einde van de opvoering van de originele dans in een voorstelling bij de Centennial Exposition in Philadelphia in 1876 een cake werd uitgedeeld aan het danspaar dat de dans het beste had uitgevoerd. Vanaf 1900 werd deze dans ook populair in de Europese danshallen.
Op het einde van de 19de eeuw beïnvloedde de dans de ragtime-muziek in de Verenigde Staten. De muziek werd overgenomen door verschillende witte musici zoals John Philip Sousa en Claude Debussy (Golliwogg's Cakewalk uit Childrens Corner).